# Tokarivka, Krîve Ozero
Tokarivka (în ucraineană Токарівка) este un sat în comuna Velîka Mecetnea din raionul Krîve Ozero, regiunea Mîkolaiiv, Ucraina.

## Demografie
Componența lingvistică a localității Tokarivka
     Ucraineană (97,16%)
     Română (2,84%)
Conform recensământului din 2001, majoritatea populației localității Tokarivka era vorbitoare de ucraineană (97,16%), existând în minoritate și vorbitori de română (2,84%).